# Клоштар
Клоштар (итал. San Michele di Leme ) је насеље у западној Истри (Порештина), у саставу Општине Врсар, Истарска жупанија.

## Географија
Насеље је смештено на северној шумовитој крашкој заравни на 117 м н/v изнад врха Лимског канала око клоштара (манастира св. Миховила) из XIII. в. Налази се на путу за Врсар који се изнад врха Лимскога канала одваја од пута Пула–Трст

## Историја и знаменитости
Најстарији археолошки налази на овом подручју сежу у дубоку прошлост - палеолитик (Ромуалдова пеĉина).
Између некадашњих феуда Калиседо (Градине) и Ловреча налази се Клоштар гдје је бенедиктинац Ромуалдо око 1002. основао бенедиктински манастир камалдољана. Од некада моћне опатије св. Миховила сачуван је део клаустра и  две цркве:
- Мања црквица је саграђена пре изградње манастира, а црквицу постоји и данас: рановизантијска је грађевина из VI. века, посвећена Блаженој Девици Марији, са полигоналном апсидом, бачвастим сводом и траговима фресака, најстаријим у Истри (вероватно из VIII. века).
- Свети Ромуалдо је саградио већу цркву Св. Миховила Арханђела над Лимом: једнобродна јe романичка базилика из XI. века са полукружном апсидом, првим објектом у романичком стилу који су у Истру донели бенедиктинци. У бочном зиду, високо испод кровишта, сачуване су оригиналне камене прозорске решетке са плетерним украсом. У цркви су сачувани и остаци романичких фресака, на којима се препознаје мучење св. Стефану и његово каменовање. Најбоље сачувани приказ је лик свеца на десној страни тријумфалног лука. Младeнaчки лик са тонзуром и опатским штапом приказује бенедиктинског свеца, можда самог св. Ромуалда. Ликови су обликовани контурама светле и тамне боје, а на јагодицама лица јављају се карактеристичне црвене мрље. Иконографски и ликовни узори разнолики су, од каролиншких елемената у орнаментици до хеленистичко-оријенталних (византијских) мотива у одећи. Сви елементи обележја су јужнонемачке бенедиктинске уметности отонског раздобљаja.[2]
- Након кратког раздобља напуштености због епидемија, неко су време у манастиру боравили темплари, а 1394 су га преузели монаси Сан Микеле из Мурана. Тада је подигнуто јужно крило опатијскога здања које се према дворишту (клаустор) диже на неколико лукова. У средишњем делу клаустра налази се романичка цистерна, на којој је стилизовани грб камалдољана са две голубице које пију из пехара. На жалост цели је комплекс клоштра још увек у распадајућем стању.

Доцније је прешао у посед манасира Св. Матије у Мурану. Картографски приказ целог поседа из XV. века, аутора познатог млетачког картографа фра Маура, сачуван је у штампаном облику из XVII. века. Редовници су манастир напустили 1652, а заменом некретнина је посед 1772. доспио у власништво феудалне породице Колети (Coletti) из Конељана (Conegliano), која је на рушевинама манастира изградила палату у неокласицистичком слилу. Тада је комплекс био средиште пољопривредног имања које је било организовано према тада савременим начелима модерне пољопривреде. Смрћу последњих мушких чланова у другој је половици XIX. века прешао у државно власништво, био је неко време седиште шумског газдинства. Палата, манастирске зграде и цркве су са временом запуштене и почеле су пропадати, до почетка XXI, века кад је започело планирање обнове целога комплекса. До сада су конзерваторски радови обухватили цркве, а истраживања се настављају са циљем ревитализовања целог комплекса.

## Рекреација
Многобројне бајк стазе око Клоштара (изнад Лимског канала)

## Становништво
Према попису становништва из 2001. године, насеље је имало 42 становника те 14 обитељских домаћинстава, а на попису становништва 2011. године, Клоштар је имао 40 становника.
| Број становника по пописима | Број становника по пописима | Број становника по пописима | Број становника по пописима | Број становника по пописима | Број становника по пописима | Број становника по пописима | Број становника по пописима | Број становника по пописима | Број становника по пописима | Број становника по пописима | Број становника по пописима | Број становника по пописима | Број становника по пописима | Број становника по пописима | Број становника по пописима |
| --------------------------- | --------------------------- | --------------------------- | --------------------------- | --------------------------- | --------------------------- | --------------------------- | --------------------------- | --------------------------- | --------------------------- | --------------------------- | --------------------------- | --------------------------- | --------------------------- | --------------------------- | --------------------------- |
| 1857                        | 1869                        | 1880                        | 1890                        | 1900                        | 1910                        | 1921                        | 1931                        | 1948                        | 1953                        | 1961                        | 1971                        | 1981                        | 1991                        | 2001                        | 2011                        |
| 0                           | 0                           | 0                           | 0                           | 34                          | 18                          | 0                           | 0                           | 92                          | 73                          | 61                          | 48                          | 46                          | 40                          | 42                          | 40                          |

Напомена: Од 1857. до 1890. и у 1921. подаци су садржани у насељу Фленги, а 1931. у насељу Градина. У 1900. и 1910. исказано као део насеља.

### Етнички састав
На попису становништва 1991. године, насељено место Клоштар је имало 40 становника, следећег националног састава:
| Попис 1991. | Попис 1991. | Попис 1991. | Попис 1991. | Попис 1991. |
| ----------- | ----------- | ----------- | ----------- | ----------- |
|             |             |             |             |             |
| Хрвати      | Хрвати      |             | 28          | 70,00%      |
| Истријани   | Истријани   |             | 7           | 17,50%      |
| Југословени | Југословени |             | 4           | 10,00%      |
| Муслимани   | Муслимани   |             | 1           | 2,50%       |
| укупно: 40  |             |             |             |             |